# Centistes malaisei
Centistes malaisei är en stekelart som beskrevs av Sergey A. Belokobylskij 2000. Centistes malaisei ingår i släktet Centistes och familjen bracksteklar. Inga underarter finns listade.